# Lion of Zion
Lion of Zion es una banda del género reggae formado por músicos mexicanos en el año 2012.

## Historia
Conscientes de las realidades de México en general, deciden levantar su inspiración en favor de la libertad, la igualdad, la naturaleza y el objetivo principal el amor de Dios, a través de canciones motivadoras y originales. Armadas con buen sentido sus creaciones resultan frescas y espontáneas, con carácter contemporáneo y valor universal.
Lion of Zion no limita su estética con sellos o clasificaciones musicales estrictas. Aunque la base musical es el “reggae roots”, son muy perceptibles los toques armónicos del jazz, el funk y R&B, además de los ritmos de hip hop, ska, la música brasileña y una indiscutible síntesis de las raíces afro-caribeñas en general. La textura es rica en disonancia y ritmo. En fin, logran un sonido muy peculiar que los caracteriza.

## Integrantes

### Formación actual
- Daniel Ugarte (batería y voz)
- Adonai Arizmendi (guitarra y saxofòn)
- Héctor Mauricio A. (bajo)
- Amauri Monroy (teclados)
- Miguel Alvarado (guitarras)
- Nizzy Sarahi (coros)
- Alpha Tapia (coros)
- Metztli Porras Dom (coros)
- Arturo Rogel (trombón y voz)
- David Arizmendi (trompeta)
- Isaac Ávila (trompeta)
- Oswaldo Oceg Esquivel (trompeta)
- David Arizmendi (visuales y fotografía)